# La grande ombra (film 1957)
La grande ombra è un film del 1957 diretto da Claudio Gora.

## Trama
Storia di un amore contrastato prima dalle maldicenze e poi dalla malattia di lei.